# Dolica
Dolica is een plaats in de gemeente Barban in de Kroatische provincie Istrië. De plaats telt 56 inwoners (2001).